# 卜部格
卜部 格（うらべ いたる、1944年 - ）は日本の工学者。大阪大学名誉教授（2016年取り消し）。酵素工学研究会名誉会員（平成27-28年）。大阪府出身。1970年に大阪大学大学院工学研究科博士課程を中退。工学博士。2008年3月末に大阪大学を定年退職した。
「高分子化補酵素の合成とその酵素リアクターへの応用 」で1985年日本生物工学会第22回生物工学奨励賞（斎藤賞）受賞。第30-34期(2008-12年度)近畿化学協会研修塾塾頭。
大阪大学工学研究科所属当時の卜部の研究室の助教授だった四方哲也と卜部と元助手による研究費不正使用があったことを大阪大学が2015年12月に報告した。大阪大学の報告によれば卜部の研究室で卜部または四方の指示の下、2008年度までに500万円以上に及ぶ架空請求による預け金処理が常態的に行われ、役務を消耗品に替える等品名替が行なわれた。この問題により大阪大学は卜部の名誉教授の称号を取り消した。